# Conductor d'ions ràpids

Un conductor de protons, concretament gel superiònic, en un camp elèctric estàtic.

En ciència de materials, els conductors d'ions ràpids són conductors sòlids amb ions altament mòbils. Aquests materials són importants en l'àrea dels iònics en estat sòlid, i també es coneixen com a electròlits sòlids i conductors superiònics. Aquests materials són útils en bateries i diversos sensors. Els conductors d'ions ràpids s'utilitzen principalment en piles de combustible d'òxid sòlid. Com a electròlits sòlids permeten el moviment d'ions sense necessitat d'una membrana líquida o tova que separi els elèctrodes. El fenomen es basa en el salt d'ions a través d'una estructura cristal·lina que altrament seria rígida.

## Mecanisme
Els conductors d'ions ràpids són de naturalesa intermèdia entre els sòlids cristal·lins, que posseeixen una estructura regular amb ions immòbils, i els electròlits líquids, que no tenen una estructura regular i tenen ions totalment mòbils. Els electròlits sòlids s'utilitzen en tots els supercondensadors d'estat sòlid, bateries i piles de combustible, i en diversos tipus de sensors químics.

## Classificació
En electròlits sòlids (vidres o cristalls), la conductivitat iònica σ i pot tenir qualsevol valor, però ha de ser molt més gran que l'electrònica. Normalment, els sòlids on σi és de l'ordre de 0,0001 a 0,1 Ω−1 cm−1 (300 K) s'anomenen conductors superiònics.

### Conductors de protons
Els conductors de protons són una classe especial d'electròlits sòlids, on els ions d'hidrogen actuen com a portadors de càrrega. Un exemple notable és l'aigua superiònica.

### Conductors superiònics
Els conductors superiònics on σi és superior a 0,1 Ω−1 cm−1 (300 K) i l'energia d'activació per al transport d'ions E i és petita (aproximadament 0,1 eV), s'anomenen conductors superiònics avançats. L'exemple més famós d'electròlit sòlid-conductor superiònic avançat és RbAg4I5 on σi > 0,25 Ω−1 cm−1 i σe ~10−9 Ω−1 cm−1 a 300 K. La mobilitat iònica Hall (deriva) en RbAg4I5 és d'aproximadament 2 ×10−4 cm2 /(V•s) a temperatura ambient. El diagrama sistemàtic σe – σi que distingeix els diferents tipus de conductors iònics d'estat sòlid es mostra a la figura.

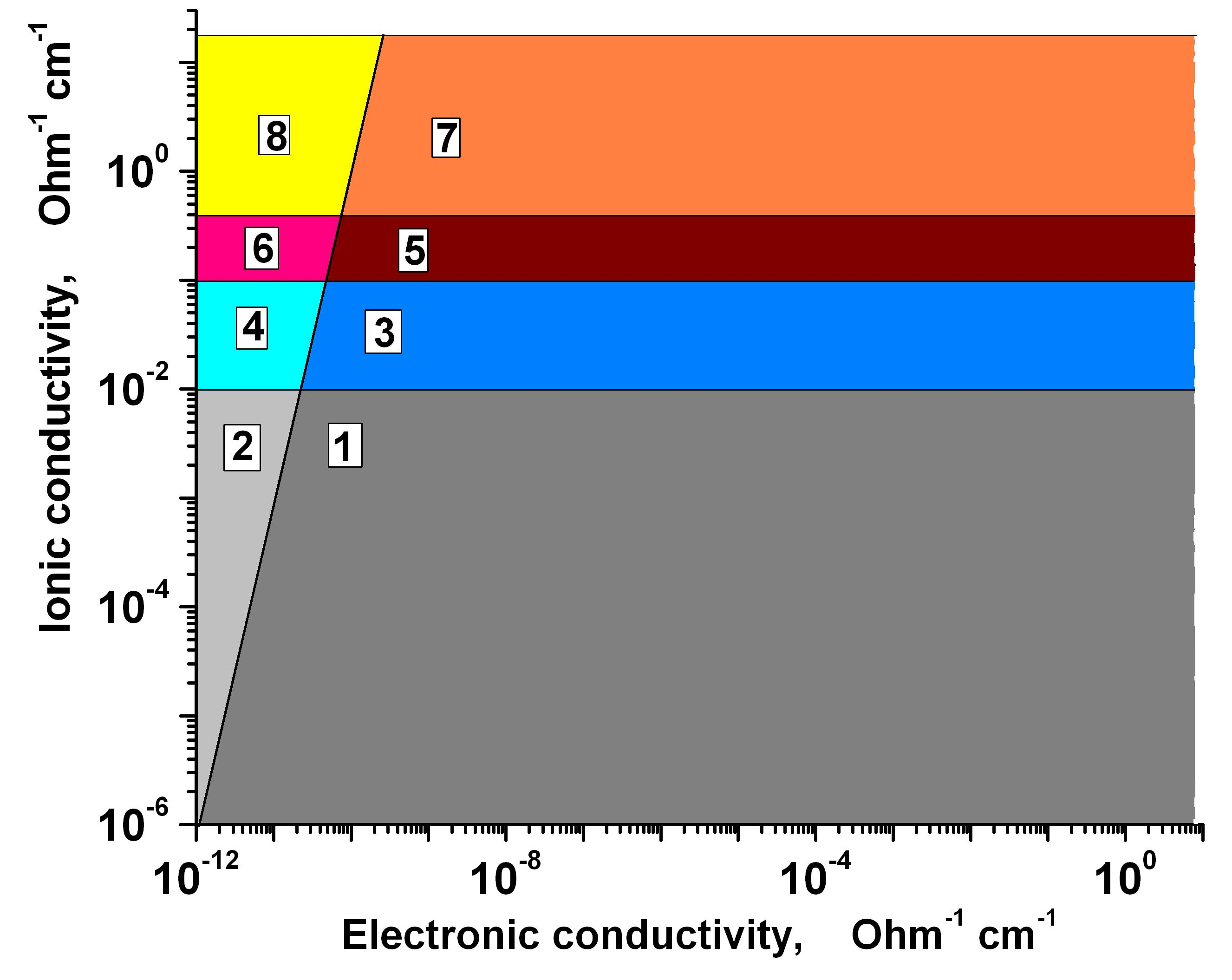
Classificació dels conductors iònics d'estat sòlid segons el diagrama lg (conductivitat electrònica, σ_{e}) – lg (conductivitat iònica, σ_{i}). Les regions 2, 4, 6 i 8 són electròlits sòlids (SE), materials amb σ_{i} ≫ σ_{e}; les regions 1, 3, 5 i 7 són conductors mixtos d'ions i electrons (MIEC). 3 i 4 són conductors superiònics (SIC), és a dir, materials amb σ _{i} > 0,001 Ω^{−1} cm^{−1}. 5 i 6 són conductors superiònics avançats (AdSIC), on σ_{i} > 10^{−1} Ω^{−1} cm^{−1} (300 K), amb una energia d'activació E_{i} d'uns 0,1 eV. 7 i 8 són AdSIC hipotètics amb Ei ≈ k_{B}T ≈0,03 eV (300 К).

Encara no s'han descrit exemples clars de conductors d'ions ràpids en la classe hipotètica de conductors superiònics avançats (àrees 7 i 8 del gràfic de classificació). Tanmateix, en l'estructura cristal·lina de diversos conductors superiònics, per exemple, en els minerals del grup de la pearceïta-polibasita, els grans fragments estructurals amb energia d'activació del transport d'ions Ei < kBT (300 К) es van descobrir el 2006.

## Exemples

### Materials a base de zircònia
Un electròlit sòlid comú és la zircònia estabilitzada amb itria, YSZ. Aquest material es prepara dopant Y₂O₃ en ZrO₂. Els ions d'òxid normalment migren lentament en Y₂O₃ sòlid i en ZrO₂, però en YSZ, la conductivitat de l'òxid augmenta dràsticament. Aquests materials s'utilitzen per permetre que l'oxigen es mogui a través del sòlid en certs tipus de piles de combustible. El diòxid de zirconi també es pot dopar amb òxid de calci per obtenir un conductor d'òxid que s'utilitza en sensors d'oxigen en controls d'automòbils. En dopar només un petit percentatge, la constant de difusió de l'òxid augmenta per un factor de ~1000.
Altres ceràmiques conductores funcionen com a conductors d'ions. Un exemple és el NASICON (Na3Zr2Si2PO12), un conductor superiònic de sodi.

### Beta-alúmina
Un altre exemple d'un conductor d'ions ràpids popular és l'electròlit sòlid de beta-alúmina. A diferència de les formes habituals d'alúmina, aquesta modificació té una estructura en capes amb galeries obertes separades per pilars. Els ions de sodi (Na+) migren fàcilment a través d'aquest material, ja que l'estructura d'òxid proporciona un medi ionofílic i no reduïble. Aquest material es considera el conductor d'ions de sodi per a la bateria de sodi-sofre.

### Conductors d'ions de fluorur
El trifluorur de lantà (LaF3) és conductor per als ions F−, utilitzats en alguns elèctrodes selectius d'ions. El fluorur de beta-plom presenta un creixement continu de la conductivitat en escalfar-se. Aquesta propietat va ser descoberta per primera vegada per Michael Faraday.

### Iodurs
Un exemple de conductor d'ions ràpid és el iodur de plata (AgI). En escalfar el sòlid a 146 °C, aquest material adopta el polimorf alfa. En aquesta forma, els ions iodur formen una estructura cúbica rígida i els centres d'Ag+ són fosos. La conductivitat elèctrica del sòlid augmenta en 4000 vegades. S'observa un comportament similar per al iodur de coure(I) (CuI), el iodur de plata i rubidi (RbAg4I5), i Ag2HgI4.

### Altres materials inorgànics
- Sulfur de plata, conductor per a ions Ag+, utilitzat en alguns elèctrodes selectius d'ions
- Clorur de plom(II), conductor per a ions Cl− a temperatures més altes[7]
- Algunes ceràmiques de perovskita – titanat d'estronci, estannat d'estronci – conductores per a ions O2−
- {\displaystyle {\ce {Zr(HPO4)2.{\mathit {n}}H2O}}} – conductor per a ions H+
- {\displaystyle {\ce {UO2HPO4.4H2O}}} (tetrahidrat d'uranil fosfat d'hidrogen) – conductor per a ions H+
- Òxid de ceri(IV) – conductor per a ions O2−

### Materials orgànics
- Molts gels, com ara les poliacrilamides, l'agar, etc., són conductors d'ions ràpids[8][9]
- Una sal dissolta en un polímer – p. ex., perclorat de liti en òxid de polietilè[10]
- Polielectròlits i ionòmers – p. ex. Nafion, un conductor d'H+

## Història
El cas important de conducció iònica ràpida és el que es dóna en una capa superficial de càrrega espacial de cristalls iònics. Aquesta conducció va ser predita per primera vegada per Kurt Lehovec. Com que una capa de càrrega espacial té un gruix nanomètric, l'efecte està directament relacionat amb la nanoiònica (nanoiònica-I). L'efecte Lehovec s'utilitza com a base per al desenvolupament de nanomaterials per a bateries de liti portàtils i piles de combustible.